# Micischia
La micischia, in dialetto abruzzese e pugliese detta anche mcischia, muscisca, musciscjie, mucischia, vicischia o vicicchia, è un prodotto agroalimentare che utilizza la carne essiccata di pecora, di capra o di vitello. È prodotto in tutto l'Abruzzo, in particolare nei comuni di Campo di Giove e Castel di Ieri, e fa parte dei prodotti agroalimentari tradizionali abruzzesi (PAT). Viene inoltre preparato anche in Puglia, nei comuni della provincia di Foggia, tra cui Rignano Garganico e San Nicandro Garganico.

## Preparazione
La carne, di pecora, capra o vitello, viene essiccata per circa 20 giorni e poi condita solitamente con aglio, peperoncino e semi di finocchio.